# Jean-Baptiste Coppieters
Pour les articles homonymes, voir Coppieters.
Le chevalier Jean-Baptiste Coppieters, seigneur de Vlamertinghe (6 janvier 1661 à Courtrai - 18 mars 1732 à Bruxelles), est un administrateur et homme politique, ministre des Pays-Bas autrichiens en tant que Conseiller et commis des Domaines et Finances de Sa Majesté.

## Biographie
Jean-Baptiste Coppieters est le fils de Jean Coppieters (1624-1686), capitaine de cavalerie au service de Sa Majesté, échevin du conseil des apaiseurs de la ville de Courtrai, et de Catherine Ledure.
Coppieters entre en 1687 au service de l'administration centrale des Pays-Bas comme receveur principal des droits d'entrée et de sortie de Courtrai. En 1689, en raison de la guerre et de l'occupation de Courtrai par la France, il fut nommé responsable des contributions, de la distribution des passeports de guerre ainsi que des fortifications de Nieuport. En 1693 le Conseil des finances (Conseils collatéraux) le nomma intendant subdélégué à Furnes et à Dixmude et lui confia les fortifications et l'approvisionnement des armées hollandaises et allemandes en garnison dans ces villes. Dès la restitution de Courtrai par la France en 1697 le gouvernement l'y renvoya à ses fonctions, et le nomma receveur général de West-Flandre. Il fut co-amodiateur ou co-fermier général des impôts de Flandre de 1702 à 1710, d'abord avec son frère ainé Jean, et son fils ainé Robert lui succéda.
Sous le règne du roi Charles de Habsbourg (en guerre de succession de 1701 à 1714 contre le roi Bourbon Philippe V d'Espagne), à la reprise des hostilités en 1706, les généraux anglais et hollandais, alliés du roi Charles III, recoururent continuellement à lui tant en matière de travaux militaires que pour l'approvisionnement de leurs armées et pour obtenir d'importantes avances de fonds.
Le duc de Marlborough appréciait ses avis et se fiait aux courriers que Coppieters lui dépêchait régulièrement au sujet des mouvements des troupes françaises dans les régions de Flandres et d'Artois.
Le duc de Marlborough, membre du Conseil de Régence anglo-hollandaise, proposa et nomma Coppieters dans le nouveau gouvernement des Pays-Bas, et celui-ci prêta le 5 janvier 1709 le serment de Conseiller et Commis des Finances de Sa Majesté, charge qu'il exerça jusqu'à son décès en 1732.
Sous le règne de l'Empereur Charles VI du Saint-Empire, le chevalier Jean-Baptiste Coppieters fut délégué à La Haye du 11 juillet au 31 décembre 1718 (avec Patrice Neny, père de Patrice-François de Neny, futur président du Conseil privé), pour liquider les avances faites par les Hollandais depuis 1690 ; il signa avec Neny et les plénipotentiaires hollandais une convention que le marquis de Prié ratifia le 22 décembre 1718, et qui réduisit considérablement les charges financières et territoriales du premier Traité des Barrières (1715).
Coppieters accompagna le prince de Ligne en février 1720 pour prendre possession de toutes les villes cédées par la France. Les recettes fiscales des régions rétrocédées par la France avaient été données en gage des obligations financières prises vis-à-vis des Hollandais par les traité des Barrières. il était le seul ministre à avoir l'expérience des finances de ces régions, c'est pourquoi il avait la responsabilité de la mise en adjudication (sous forme soit de régie, soit d'amodiation ou ferme) de la recette des domaines et des impôts, non seulement en West-Flandre mais également dans les autres membres de Flandre et en Tournaisis. Il contribua à augmenter la rentabilité et à diminuer les frais de recette du système fiscal désorganisé au début du XVIIIe siècle. Il était un des seuls ministres dont le Marquis de Prié n'eut qu'à se louer dans ses rapports à l'Empereur en 1719 et en 1725. Coppieters s'occupa de tous les problèmes financiers concernant les armées et les fortifications, de l'innombrable législation concernant les droits d'entrée et de sortie, de l'évaluation des diverses monnaies étrangères, ainsi que du financement de la Compagnie des Indes.
Comme d'autres ministres, il habita à partir de 1727 la maison de Charles Quint, dans le parc de la Cour. Il y décéda le 18 mars 1732 et fut enterré à la cathédrale Saints-Michel-et-Gudule dans la chapelle de la Vierge.
Marié successivement à Marie Gérardine van den Bogaerde, Isabelle Catherine Frambach et Marie Jeanne Catherine Immeloot, dame de Vlamertinge, il est le père de :
- Robert Coppieters (1688-1754), receveur général de West-Flandre, premier échevin de Courtrai et de Bruges, prévôt de la Confrérie du Saint-Sang. Époux de Catherine d'Egmont, il est le père de Robert Coppieters.
- Jean Baptiste Coppieters, seigneur de 't Wallant (1695-1783), receveur général de West-Flandre, premier échevin de la châtellenie de Courtrai, échevin et trésorier de Bruges, prévôt de la Confrérie du Saint-Sang. Époux de Jeanne Thérèse de Steelant, dame de 't Wallant, il est le grand-père de Jean-Baptiste Coppieters 't Wallant et de Charles Coppieters-Stochove.
- Thérèse Coppieters (1701), épouse de Guillaume d'Ardenne, intendant du prince de Hohenlohe
- Ferdinand Coppieters de Vlamertinge (1717-1782), prêtre

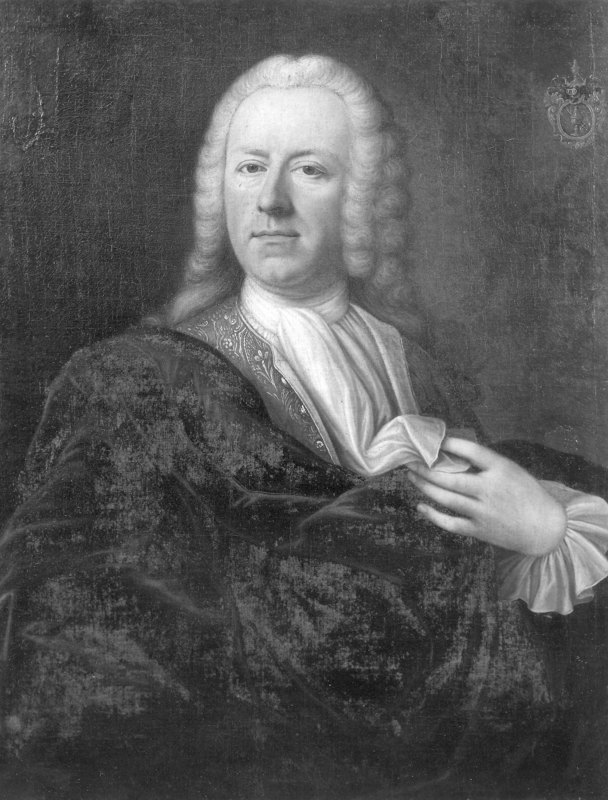
Portrait de son fils Robert Coppieters (1688-1754).
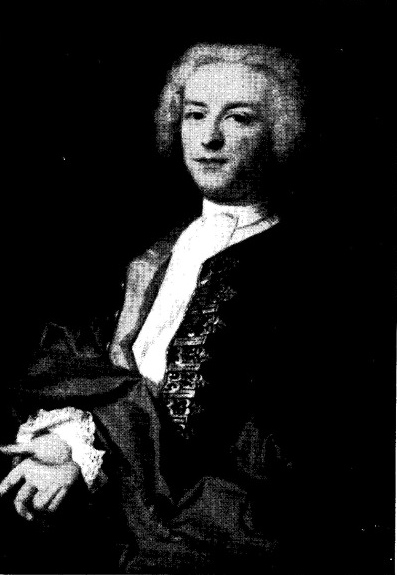
Portrait de son fils Jean-Baptiste Coppieters, seigneur de 't Wallant (1695-1783).

## Sources
- Charles van Renynghe de Voxvrie, Histoire professionnelle et sociale de la Famille Coppieters, 1550-1965, Tablettes des Flandres, Bruges, 1966 ;
- Le Chevalier Emmanuel Coppieters de ter Zaele, La carrière d'un Conseiller des Domaines et Finances de S.M., Jean-Baptiste Coppieters, Chevalier, 1661-1732.